# Gürbey İleri
Gürbey İleri (Isztambul, 1988. február 13.) török színész. 

## Élete
Karrierje 2007-ben kezdődött, mikor Kerem szerepét alakította a Hátsó sorban című török sorozatban. 2011-ben ő játszotta Kaant az Úgy döntöttem, a szívem török sorozatban. Legismertebb szerepe Mehmet herceg 2012-től 2013-ig a Szulejmán című sorozatban, mely mindenhol nagy sikert aratott.

## Filmográfia

### Televízió
- Arka Sıradakiler, 2007–2011 (Kerem)
- Kalbim Seni Seçti, 2011 (Kaan)
- Szulejmán: Mehmet herceg (felnőtt) (2012–2013) (Magyar hang: Molnár Áron)
- Yasak, 2014
- Sorsfordító szerelem (2014–2015): Kerem (Magyar hang: Czető Roland)
- Eve Dönüş, 2015–2016 (Aras)
- Sevda Kuşun Kanadında, 2015–2016 (Asım)
- Diriliş: Ertuğrul, 2017–2018 (Sancar Bey)

### Film
- Ayakta Kal, 2008 (Berkin)
- Özgür Dünya, 2019 (Fatih)
- Ali, 2019 (Ali)